# 五氟化铑
五氟化铑是一种无机化合物，化学式为Rh4F20。它是一种红色的固体。它可以由三氟化铑在400 °C被氟化而成。
根据X射线晶体衍射，铑原子的中心为八面体型。其结构与相关的五氟化钌、五氟化锇和五氟化铱非常相似。它们都是四聚体，这意味着它们具有分子结构[MF5]4。Rh-F-Rh角平均为135°，这导致了褶皱结构。